# Andrei Sergejewitsch Fetissow
Andrei Sergejewitsch Fetissow (russisch Андрей Сергеевич Фетисов; auch Andrei Fetisov, Andrey Fetisov, Andrei Fetissov) (* 19. Januar 1972 in Nowokusnezk) ist ein ehemaliger russischer Basketballspieler.

## Laufbahn
Fetissow wurde 1992 mit Spartak San Petersburg letzter Basketball-Meister der Sowjetunion, 1993 dann russischer Vizemeister. Die Zeitung Sport-Express zeichnete ihn als Russlands Basketballspieler des Jahres 1993 aus. Er wechselte zur Saison 1993/94 zu Fórum Valladolid in die spanische Liga ACB. Dort legte der vielseitige und sprungstarke Russe eine gute Entwicklung hin, steigerte seine Punktausbeute von 13,4 (Saison 1993/94), über 14,2 (Saison 1994/95) auf 16 Punkte pro Begegnung im Spieljahr 1995/96. Zwischenzeitlich sicherten sich die Boston Celtics beim NBA-Draftverfahren 1994 die Rechte an Fetissow, nahmen seine Dienste aber nicht in Anspruch. Boston gab die Rechte an die Milwaukee Bucks ab, die den Russen ebenfalls nicht in ihr Aufgebot nahmen.
Er wechselte 1996 innerhalb der Liga ACB zum FC Barcelona, doch die Zusammenarbeit mit Trainer Aíto García Reneses war schon im November 1996 wieder beendet. Fetissow hatte für Barcelona in 14 Ligapartien mitgewirkt und im Schnitt 10,6 Punkte erzielt. Er kehrte in sein Heimatland zurück, ging im Vorfeld der Saison 1997/98 dann nach Italien zu Rimini Basket. Aufgrund einer Verletzung wurde er im September 1997 wieder aus dem Aufgebot gestrichen, im Dezember desselben Jahres dann zurückgeholt. Fetissow bestritt 18 Einsätze (8,9 Punkte/Spiel) für Rimini.
2001 wechselte er noch einmal ins Ausland und stand bei Śląsk Wrocław unter Vertrag. 2003 gewann Fetissow mit Kasan den russischen Pokalwettbewerb, russischer Vizemeister wurde er 1999 und 2005.

### Nationalmannschaft
Mit der russischen Nationalmannschaft stand er 1993 im Europameisterschaftsendspiel, das gegen Gastgeber Deutschland verloren wurde. Fetissow erzielte bei der 70:71-Niederlage acht Punkte. Auch bei der Weltmeisterschaft 1994 holte er mit Russland Silber, das Endspiel verpasste Fetissow wegen einer Verletzung. 1997 errang er mit der Mannschaft EM-Bronze. Er nahm mit Russland an den Olympischen Sommerspielen 2000 teil.